# 15360 Moncalvo
15360 Moncalvo eller 1996 CY7 är en asteroid i huvudbältet som upptäcktes den 14 februari 1996 av de båda italienska astronomerna Giuseppe Forti och Maura Tombelli vid Cima Ekar-observatoriet. Den är uppkallad efter den italienska staden Moncalvo.